# Record olimpico
Il record olimpico è la miglior prestazione ottenuta per una specifica gara in tutta la storia dei Giochi olimpici.
Poiché le Olimpiadi hanno cadenza quadriennale, molti record olimpici non sono necessariamente record mondiali. Tuttavia il conseguimento di un record olimpico è comunque considerato un traguardo significativo per uno sportivo, anche perché spesso il record si accompagna alla vittoria in una competizione olimpica. 
Il Comitato Olimpico Internazionale riconosce i record olimpici unicamente per le specialità individuali delle seguenti discipline:
- Atletica leggera (elenco)
- Ciclismo su pista (elenco)
- Nuoto (elenco)
- Pattinaggio di velocità (elenco)
- Sollevamento pesi (elenco)
- Tiro a volo (elenco)
- Tiro con l'arco (elenco)